# هوج هيربيرت
هوج هيربيرت (بالإنجليزية: Hugh Herbert)‏ هو كاتب سيناريو وممثل أمريكي، ولد في 10 أغسطس 1887 في الولايات المتحدة، وتوفي بنفس المكان في 12 مارس 1952 بسبب نوبة قلبية.

## أعمال

### أفلام
- (1935) الباحثون عن الذهب عام 1935
- (1935) حلم ليلة صيف
- (1938) الفالس العظيم
- (1941) القط الأسود

## وصلات خارجية
- هوج هيربيرت على موقع IMDb (الإنجليزية)
- هوج هيربيرت على موقع ألو سيني (الفرنسية)
- هوج هيربيرت على موقع أول موفي (الإنجليزية)
- هوج هيربيرت على موقع قاعدة بيانات برودواي على الإنترنت (الإنجليزية)
- هوج هيربيرت على موقع قاعدة بيانات الأفلام السويدية (السويدية)
- هوج هيربيرت على موقع إن إن دي بي (الإنجليزية)
- هوج هيربيرت على موقع قاعدة بيانات الفيلم (الإنجليزية)
- هوج هيربيرت على موقع كينوبويسك (الروسية)